# Ian D. Cooke

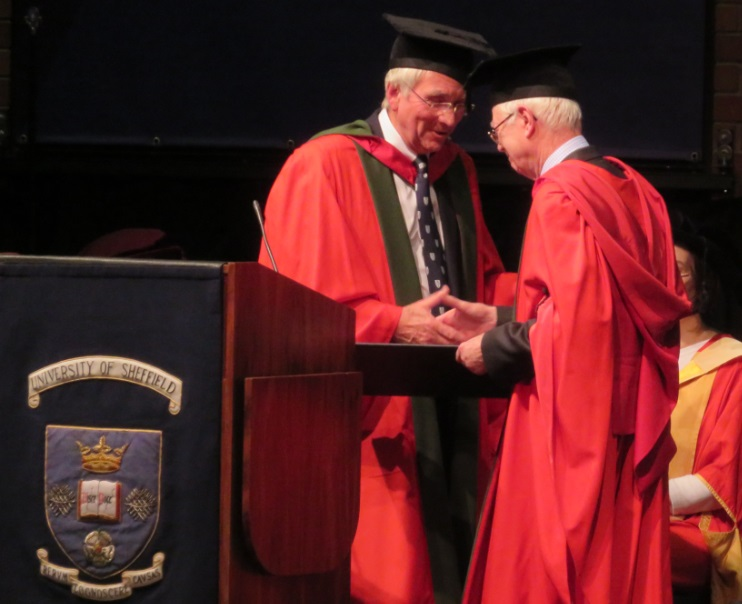
Verleihung der Ehrendoktorwürde an Ian D. Cooke (rechts)

Ian Douglas Cooke (* 19. März 1935 in Sydney) ist ein australischer Mediziner und emeritierter Professor der University of Sheffield.

## Leben und Werk
Ian Cooke wurde geboren als Sohn von Douglas und Mary Cooke, geborene Pickles.

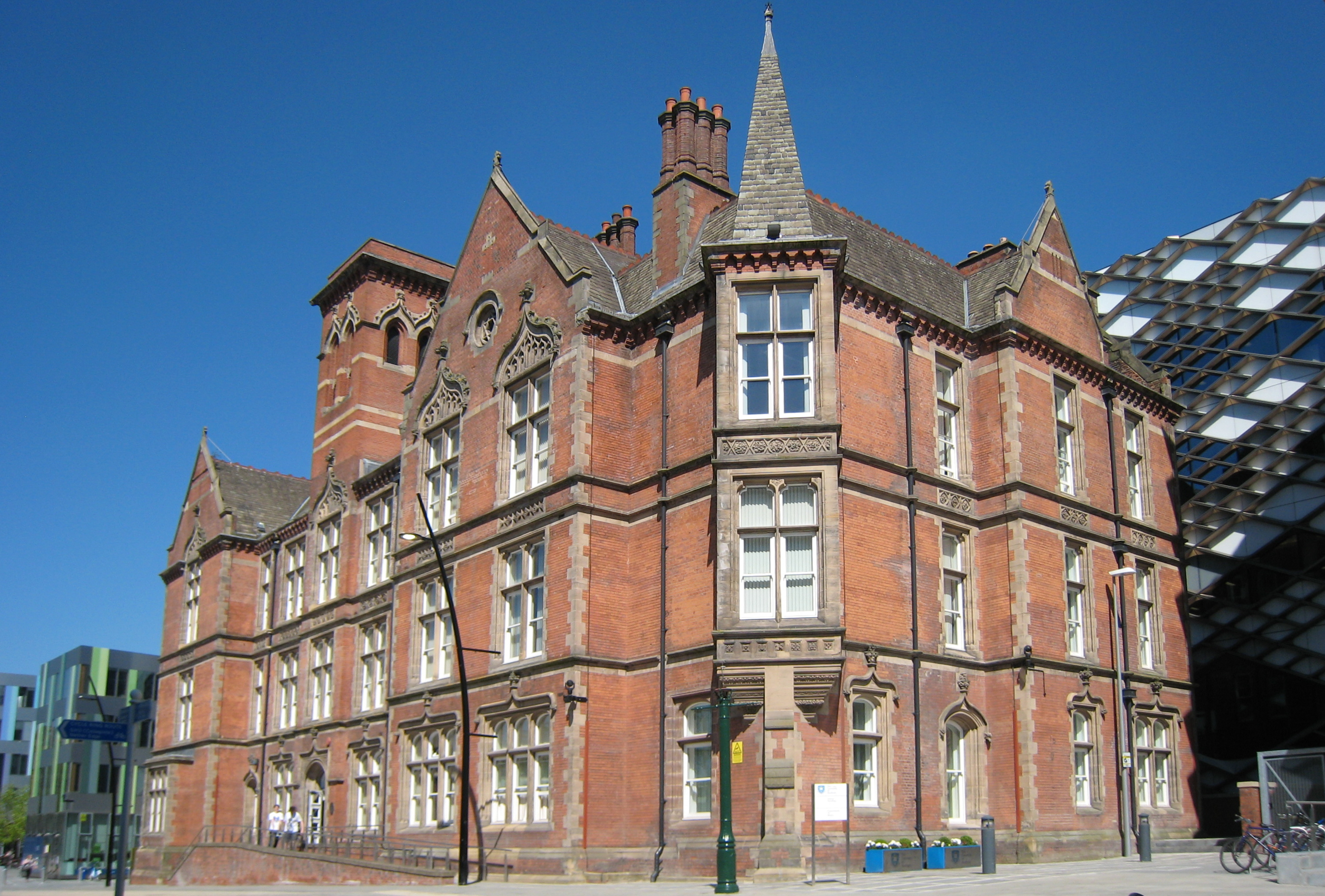
Das frühere Jessop Hospital in Sheffield

Cooke studierte Medizin an der Universität Sydney (Abschluss 1958). Nach Forschungsaufenthalten in Aberdeen, Stockholm und Cleveland kam er nach seiner Promotion in Sydney zum Doktor für Gynäkologie und Geburtshilfe 1962 nach England. An der Welsh National School of Medicine trat er eine Stelle als Senior Lecturer an. Im Jahr 1972 nahm er einen Ruf an die University of Sheffield an, wo der den Lehrstuhl für Geburtshilfe und Gynäkologie leitete. Cooke leitete den Lehrstuhl 28 Jahre und wurde 2000 emeritiert.
Cooke spezialisierte sich auf Reproduktionsmedizin und gründete im 2001 geschlossenen Jessop Hospital für Frauen eine Forschungseinrichtung für Fortpflanzungsmedizin, das Harris Birthright Research Centre for Reproductive Medicine. Als Vertreter des Vereinigten Königreichs im Exekutivkomitee der Internationalen Föderation der Fertilitätsgesellschaften (IFFS) bildete er einen Bildungsausschuss, dem er von 2001 bis 2010 vorstand. Außerdem gab er ein Kompendium zu Gesetzen und Vorschriften in Bezug auf unterstützende Fortpflanzungstechnologie (Assisted Reproductive Technology, ART) heraus. Er war Vorsitzender des Infertility Research Trust, der wissenschaftliche Projekte im Bereich der menschlichen Fortpflanzung unterstützt hat.
Er ist Mitglied des Royal College of Obstetricians and Gynaecologists (FRCOG; County 1980–1992, Sims Black Visiting Professor West Africa 1996, Simpson Orator 1998), Mitglied der British Fertility Society (BFS; County seit 1991, Chairman seit 1996), Mitglied der britischen Society for Study Fertility, der Endocrine Society, der British Medical Association (BMA), Fellow der britischen Academy of Medical Sciences (FMedSci) und Ehrenmitglied des Royal Australian and New Zealand College of Obstetricians and Gynaecologists (FRANZCOG). Die University of Sheffield verlieh ihm die Ehrendoktorwürde.
Er ist seit 1965 verheiratet und Vater eines Sohnes und einer Tochter.

## Publikationen
- The Management of infertility. W.B. Saunders, London/Philadelphia 1974.
- Paediatric and adolescent gynaecology.  W.B. Saunders, London [etc.] 1974.
- The Role of estrogen/progestogen in the management of the menopause. Proceedings of a symposium held at the University of Sheffield on March 16th, 1978. University Park Press, Baltimore 1978. ISBN 978-0-8391-1370-6 [auch erschienen bei Lancanter M.T.P. Press 1978. ISBN 978-0-85200-237-7]
- mit Christopher L. R. Barratt: Advances in Clinical Andrology. Springer Netherlands, Dordrecht 1988. ISBN 978-94-009-1237-3
- mit Bruno Lunenfeld: Current understanding of polycystic ovarian disease. Proceedings of a meeting held at the Royal Society of Medicine, London, UK, 8th February 1989. Royal Wells Medical Press, Royal Tunbridge Wells, Kent 1989. ISBN 978-1-869969-17-2
- mit Pramilla Senanayake: Advances in contraception. Benefits and risks of oral contraception. Kluwer Academic Publishers, Dordrecht 1991.
- mit Christopher L. R. Barratt: Donor insemination. Cambridge University Press, Cambridge/New York 1993. ISBN 978-0-521-40433-4
- et al.: Evidence-based fertility treatment. RCOG Press, London 1998. ISBN 978-1-900364-10-2